# Wirtschaftsmedaille des Landes Baden-Württemberg

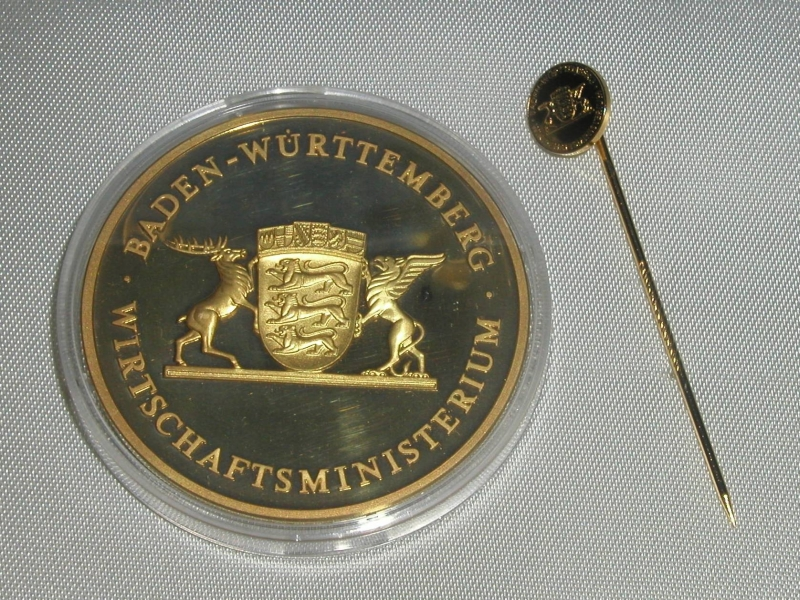
Avers der Wirtschaftsmedaille des Landes Baden-Württemberg nebst 9-mm-Miniaturnadel

Die Wirtschaftsmedaille des Landes Baden-Württemberg ist eine staatliche Auszeichnung des Bundeslandes Baden-Württemberg. Sie wurde am 5. Oktober 1987 in einer Stufe gestiftet und wird seitdem bis zu 30 Mal jährlich für herausragende Verdienste von Persönlichkeiten, Unternehmen sowie sonstigen Institutionen auf dem Gebiet der Wirtschaft des Landes Baden-Württemberg verliehen. Insbesondere für besondere berufliche oder unternehmerische Leistungen auf den Gebieten der beruflichen Bildung, der Forschung und Entwicklung sowie der Technologie, des Umweltschutzes, der Außenwirtschaft und Entwicklungshilfe.

## Aussehen und Trageweise
Die aus Feinsilber bestehende und vergoldete Medaille hat einen Durchmesser von 40 mm und ist nicht tragbar. Sie zeigt auf ihrem Avers mittig das erhaben geprägte große Landeswappen von Baden-Württemberg sowie die Umschrift: BADEN-WÜRTTEMBERG (oben) und WIRTSCHAFTSMINISTERIUM (unten). Das Revers ist dagegen glatt und zeigt die fünfzeilige Inschrift: FÜR / HERAUSRAGENDE / VERDIENSTE / UM DIE / WIRTSCHAFT.

## Verleihungsprozedere
Über die Verleihung entscheidet der amtierende Minister für Wirtschaft, Mittelstand und Technologie, bei Verdiensten im Bereich des Naturschutzes jedoch erst nach Anhörung des Ministers für Umwelt. Die Verleihung selbst erfolgt durch den Minister, der die Medaille nebst Urkunde sowie einer 9 mm durchmessende Miniatur, die am Revers des Beliehenen getragen werden kann, überreicht.